# Swertia striata
Swertia striata är en gentianaväxtart som beskrevs av Collett och Hemsl.. Swertia striata ingår i släktet Swertia och familjen gentianaväxter. Inga underarter finns listade i Catalogue of Life.